# 香山交流道
香山交流道為臺灣國道三號的交流道，位置跨越臺灣新竹市香山區與苗栗縣竹南鎮，指標為109k，銜接台1線與台13線，兩公路之間設置近兩公里的側車道。
由於香山交流道平日交通流量大，且發生過兩起嚴重大貨車、聯結車翻車死傷車禍，交通部高公局基於安全考量，於2019年6月調整香山交流道右彎行車動線，北上出口匝道，由單車道調整為雙車道，內側車道維持直、左行車輛通行，拓寬新增右側車道供右轉使用，並封閉原先彎度較大的右彎岔道，以提升行車安全。
此措施實施初期引起竹南民眾不滿，但高公局以行車安全為重，暫時無計畫解除封閉右轉引道計畫，目前香山交流道北上出口右轉往竹南引道還是處於封閉狀態。
另外，因南北雙向出口連接的第一條平面道路各不同（南出匝道位於108.8K，連接台1線；北出匝道位於110.5K，連接台13線），故雙向出口預告牌面的地名及公路編號也有所不同。
|      | 109 香山 | 南下         |           | 頭份 香山 |
| 北上 | 109 香山 |              | 香山 竹南 |           |
| 北上 | 109 香山 | 竹南產業園區 |           |           |

## 鄰近公路
- 台1線
- 台13線
- 台61線：香山連絡道平交匝道
- 縣道117號
- 苗4線

## 外部連結
- 國道三號香山交流道示意圖 （页面存档备份，存于）（交通部高速公路局）